# قلهک سفلی
قلهک سفلی یک روستا در ایران است که در دهستان قوشخانه واقع شده‌است. قلهک سفلی ۱۲۹ نفر جمعیت دارد. مردم روستای قلهک سفلی به زبان ترکی خراسانی سخن می‌گویند.